# روب أولسون
روب أولسون (بالإنجليزية: Rob Olson)‏ هو لاعب كرة قدم ومدرب كرة قدم أمريكي في مركز الهجوم، ولد في 9 يونيو 1959 في فيرفاكس في الولايات المتحدة. شارك مع منتخب الولايات المتحدة لكرة القدم. أما مع النوادي، فقد لعب مع تيم أمريكا ‏.